# Electròlit

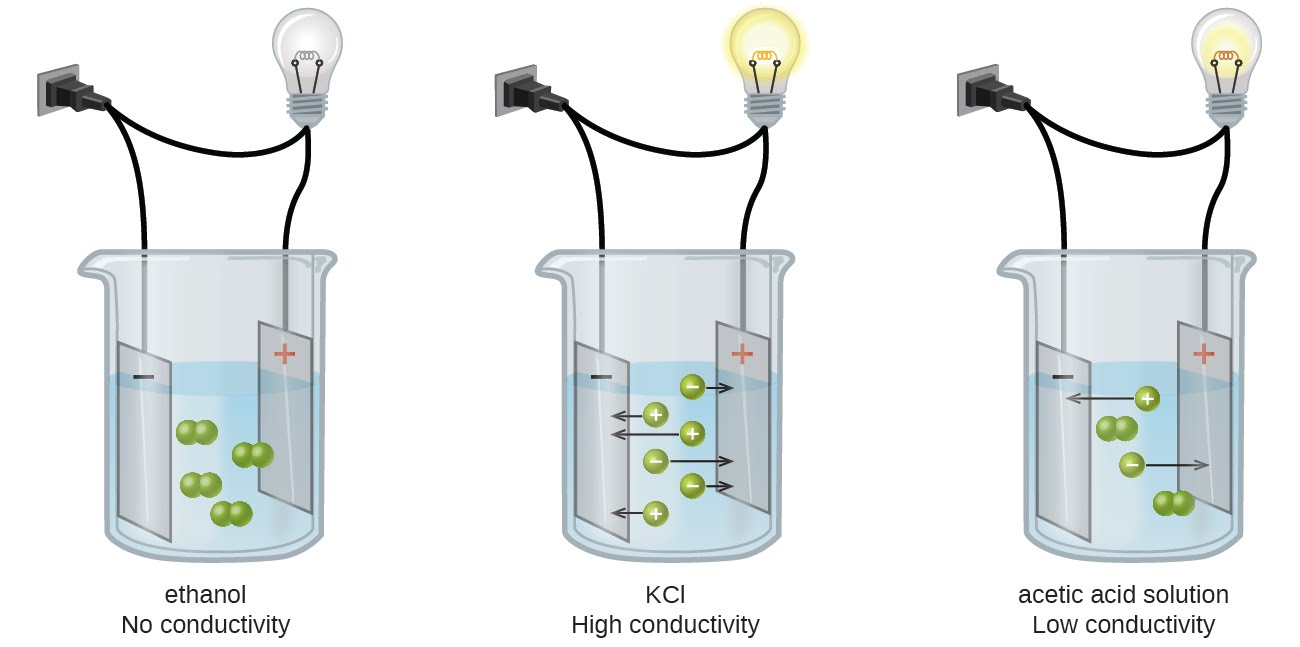
La dissolució aquosa d'etanol no condueix l'electricitat, l'etanol és un no-electròlit. El clorur de potassi és un electròlit fort perquè la seva dissolució aquosa condueix molt bé l'electricitat. L'àcid acètic és un electròlit feble perquè la seva dissolució aquosa és poc conductora.

Un electròlit és una substància química que es dissocia en ions lliures quan es dissol en un dissolvent ionitzant o es fon, produint un medi conductor de l'electricitat.
La conductivitat electrolítica és producte del moviment dels ions (positius o cations i negatius o anions), i això la diferencia de la conductivitat deguda als electrons (cas de la conducció en els metalls i en els semiconductors). Són electròlits els àcids (àcid sulfúric, àcid nítric...), les bases (hidròxid de sodi, amoníac...) i les sals (clorur de sodi, nitrat de potassi...). Són no-electròlits els metalls (ferro, coure...) i la majoria de composts covalents (diamant, acetona, benzè...).
El mot «electròlit» prové de l’anglès electrolyte, mot creat el 1834 pel científic anglès Michael Faraday (1791–1867), de electro- (forma prefixada del mot elèctric) i el grec λυτός lytos ‘soluble’.

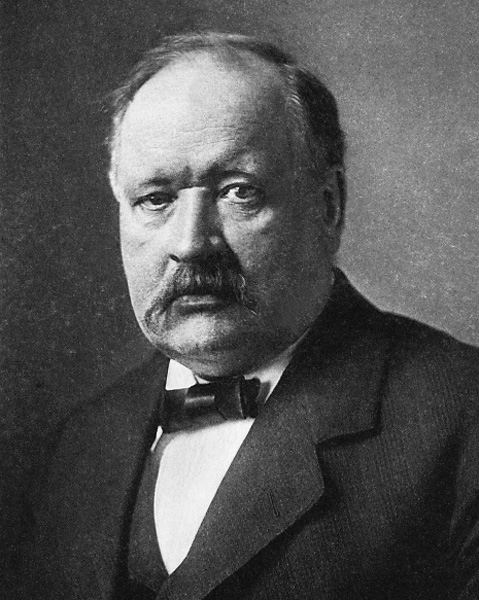
Svante August Arrhenius.

## Història
El químic neerlandès Jacobus van't Hoff (1852–1911) observà que les pressions osmòtiques de les dissolucions d'electròlits eren considerablement superiors a les dels no-electròlits, per a una mateixa concentració molal. Aquest fet quedà sense explicació fins que el 1887 el químic suec Svante August Arrhenius (1859–1927), en la seva tesi doctoral de 1884, proposà la hipòtesi que quan un electròlit es dissol en aigua es romp en partícules carregades elèctricament, unes amb càrrega positiva, els cations, i altres amb càrregues negatives, els anions. Així, el clorur de sodi, en dissoldre's dins d'aigua es romp en cations sodi {\displaystyle {\ce {Na+}}} i anions clorur {\displaystyle {\ce {Cl-}}}, segons la reacció:
{\displaystyle {\ce {NaCl ->[H2O] Na+ + Cl-}}}

Catió sodi solvatat amb molècules d'aigua.

Pel principi de conservació de la càrrega elèctrica, la càrrega total dels ions resulta nul·la. Per aquesta raó, malgrat que la dissolució contengui càrregues elèctriques és una dissolució neutra. La pressió osmòtica és una propietat col·ligativa, això és que depèn del nombre de partícules. En rompre's els electròlits en cations i anions, el nombre de partícules almenys es duplica, la qual cosa provoca una pressió osmòtica més elevada.
La teoria de la dissociació electrolítica d'Arrhenius suposa que els ions es comporten independentment com si fossin partícules neutres i, per això, a partir de qualsevol propietat col·ligativa, que és funció del nombre total de partícules, es podria calcular el grau de dissociació de l'electròlit dissolt. De la mateixa manera, si els ions tenen una velocitat característica independent de la concentració, la conductivitat molar dependrà només del nombre d'ions i a partir d'ella podrà calcular-se també el corresponent grau de dissociació. La realitat és una altra, els ions exerceixen intenses forces electroestàtiques no només estre ells sinó també amb les molècules del dissolvent, i això fa que no es compleixen les condicions suposades a la teoria d'Arrhenius. Per donar solució a aquests problemes de la teoria d'Arrhenius els químics Peter Debye i Erich Hückel proposaren l'anomenada teoria de Debye-Hückel.
Poc després de la hipòtesi dels ions d'Arrhenius, Franz Hofmeister i Siegmund Lewith va trobar que diferents tipus d'ions mostraven diferents efectes en coses com ara la solubilitat de les proteïnes. Un ordenament coherent d'aquests diferents ions sobre la magnitud del seu efecte també sorgeix de manera coherent en molts altres sistemes. Això s'ha conegut des de llavors com la sèrie Hofmeister. Tot i que els orígens d'aquests efectes no són prou clars i s'han debatut al llarg del segle passat, s'ha suggerit que la densitat de càrrega d'aquests ions és important en realitat podria tenir explicacions originàries del treball de Charles-Augustin de Coulomb fa més de 200 anys.

## Tipus d'electròlits
Els electròlits es classifiquen en electròlits vertaders i electròlits potencials, i també en electròlits forts i febles.

### Electròlits vertaders i electròlits potencials

Dissolució del clorur de sodi per molècules d'aigua.

Els electròlits vertaders, o ionòfors, són aquells que abans de dissoldre's en un dissolvent ja presenten ions en la seva estructura. És el cas de les sals que presenten cristalls amb cations i anions enllaçats per enllaç iònic. En fondre'ls es romp l'estructura del compost i els ions perden les seves posicions i poden desplaçar-se d'un lloc a un altre. Si aquests electròlits vertaders es posen en contacte amb un dissolvent polaritzant, les molècules del dissolvent, que són polars, interaccionen amb els ions del cristall mitjançant forces ió-dipol, rompent l'estructura cristal·lina. A l'equació química que hi ha a continuació es representa el cas de la dissolució del clorur de sodi:
{\displaystyle {\ce {Na+Cl- ->[H2O] Na+ + Cl-}}}
Els electròlits potencials, o ionògens, són composts químics que no presenten ions en la seva constitució, com ara els àcids. Aquests composts presenten els àtoms enllaçats per enllaços covalents i en fondre's no donen lloc a un líquid conductor, com sí que passa amb els electròlits vertaders. Quan es dissolen en un dissolvent polar, les molècules del dissolvent poden ionitzar aquests àcids donant lloc a cations i anions i a una dissolució conductora. En la següent equació química es representa el cas de dissolució de l'àcid acètic:
{\displaystyle {\ce {CH3COOH + H2O -> CH3COO- + H3O+}}}

### Electròlits forts i electròlits febles
S'anomenen electròlits forts aquelles substàncies que en dissoldre's donen lloc a una dissolució molt conductora de l'electricitat a causa del fet que es rompen completament en ions. La majoria de composts iònics són electròlits forts, les sals com el clorur de sodi, el fluorur de potassi, el nitrat de potassi... o les bases com l'hidròxid de sodi, l'hidròxid de potassi... Per altra banda, els composts moleculars que són electròlits, la majoria són electròlits febles, és a dir, estan poc dissociats en ions i conserven en dissolució moltes molècules que no condueixen el corrent elèctric. En són exemples l'àcid acètic, l'amoníac, l'anilina... Per tant, les equacions químiques s'han de representar en forma d'equilibri químic. Per l'àcid acètic seria:
{\displaystyle {\ce {CH3COOH + H2O <=> CH3COO- + H3O+}}}
Tanmateix, alguns composts moleculars, amb enllaços molt polaritzats, són electròlits forts, com ara el clorur d'hidrogen, l'àcid sulfúric, l'àcid nítric, l'àcid perclòric...

## Importància fisiològica
En fisiologia, els ions primaris dels electròlits són sodi (Na+), potassi (K+), calci (Ca2+), magnesi (Mg2+), clorur (Cl−), fosfat d'hidrogen (HPO42−) i hidrogencarbonat (HCO3−). Els símbols de càrrega elèctrica de més (+) i menys (-) indiquen que la substància és de naturalesa iònica i té una distribució no equilibrada d'electrons, resultat de la dissociació química. El sodi és l'electròlit principal que es troba al líquid extracel·lular i el potassi és l'electròlit intracel·lular principal; tots dos estan implicats en l'equilibri de líquids i el control de la pressió arterial.
Totes les formes de vida pluricel·lulars conegudes requereixen un equilibri subtil i complex d'electròlits entre els entorns intracel·lulars i extracel·lulars. En particular, és important el manteniment de gradients osmòtics precisos d'electròlits. Aquests gradients afecten i regulen la hidratació del cos, així com el pH de la sang, i són crítics per a la funció nerviosa i muscular. Existeixen diversos mecanismes en les espècies vives que mantenen les concentracions dels diferents electròlits sota un estricte control.(xinès)
Tant el teixit muscular com les neurones es consideren teixits elèctrics del cos. Els músculs i les neurones s'activen per l'activitat electròlit entre el líquid extracel·lular o líquid intersticial i el líquid intracel·lular. Els electròlits poden entrar o sortir per la membrana cel·lular a través d'estructures de proteïnes especialitzades incrustades a la membrana plasmàtica anomenades canals iònics. Per exemple, la contracció muscular depèn de la presència de calci (Ca2+), sodi (Na+) i potassi (K+). Sense nivells suficients d'aquests electròlits clau, es pot produir debilitat muscular o contraccions musculars greus.
L'equilibri electròlit es manté mitjançant la ingesta oral o, en cas d'emergència, per via intravenosa (IV) de substàncies que contenen electròlits, i està regulat per hormones, en general amb els ronyons eliminant els nivells excessius. En humans, l'homeòstasi dels electròlits està regulada per hormones com l'hormona antidiürètica, l'aldosterona i l'hormona paratiroidal. Les alteracions electròlits greus, com la deshidratació i la hiperhidratació, poden provocar complicacions cardíaques i neurològiques i, tret que es resolguin ràpidament, donaran lloc a una emergència mèdica.